# جزيرة ماساليمبو
جزيرة ماساليمبو أو جزيرة ماساليمبو الكبرى وهي جزيرة من جزر إندونيسيا، وتقع ضمن جزر ماساليمبو في إقليم جاوة الشرقية.